# Osch

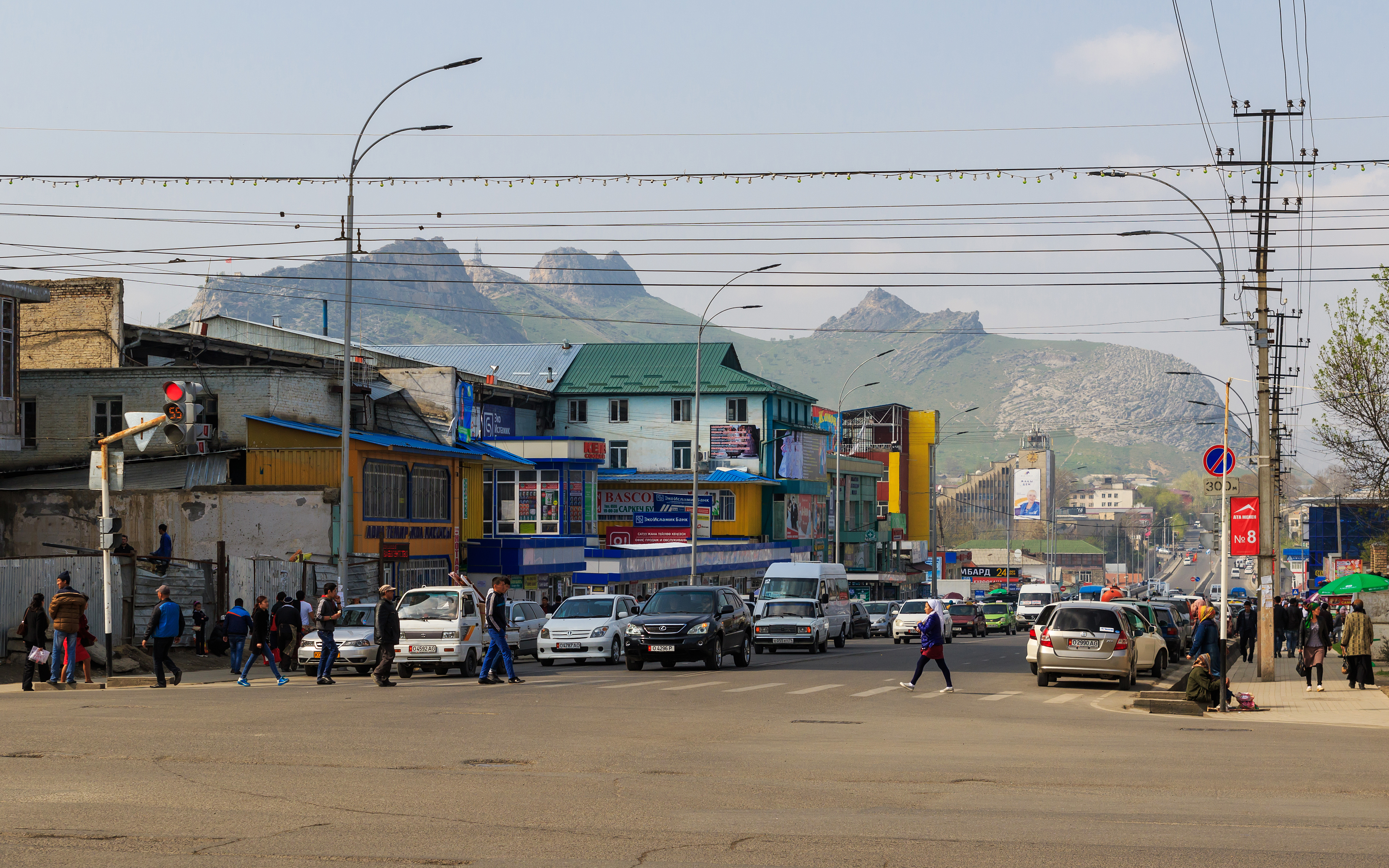
Der Suleiman-Berg in Osch, im Vordergrund das Stadtzentrum

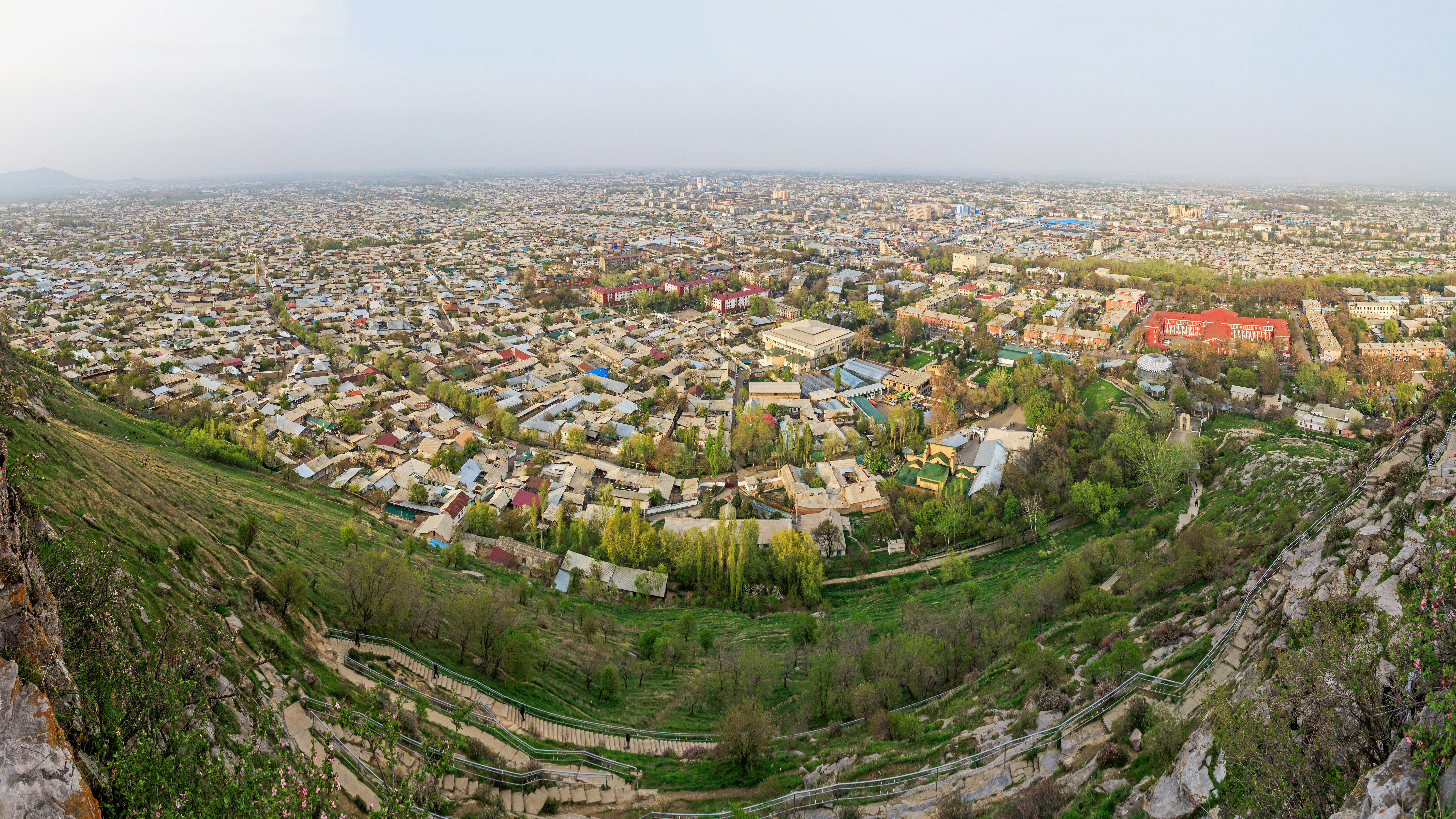
Osch vom Suleiman-Berg aus gesehen

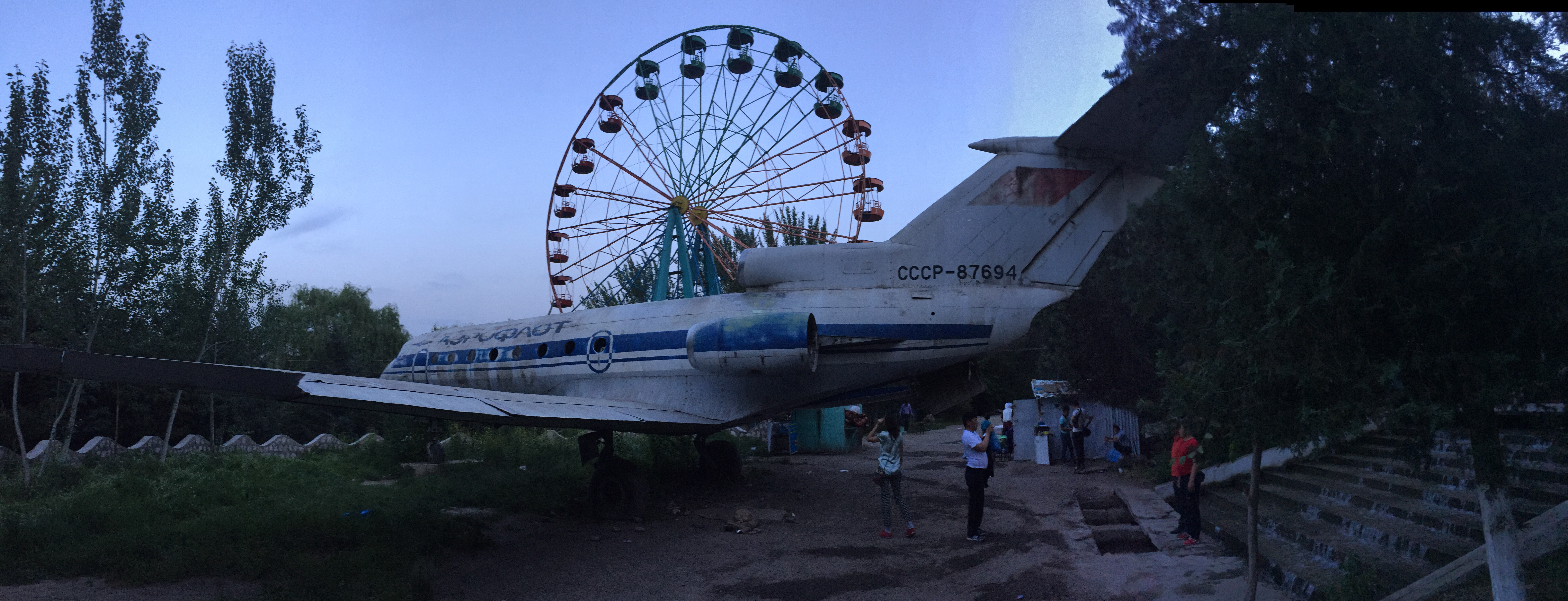
Sowjetisches Flugzeug Jak-40 und Riesenrad im Stadtpark von Osch

Osch (kirgisisch und russisch Ош, usbekisch O'sh) ist eine Stadt am Ostrand des Ferghanatals im Süden von Kirgisistan. Der Ort im Nordosten des Alaigebirges ist der Überlieferung zufolge 3000 Jahre alt. Osch ist die zweitgrößte Stadt des Landes und zählte 2022 etwa 364.000 Einwohner. Sie ist ethnisch gemischt zwischen Kirgisen, Usbeken und kleinen Minderheiten von Russen und anderen Ethnien.

## Geographie

### Geographische Lage
Die Stadt liegt am Fluss Ak-Buura, der die Stadt, vom Alaigebirge kommend, von Süden nach Norden durchfließt. Die Grenze zwischen Kirgisistan und Usbekistan liegt nur wenige Kilometer entfernt.

### Klima
|                       | Jan  | Feb  | Mär  | Apr  | Mai  | Jun  | Jul  | Aug  | Sep  | Okt  | Nov  | Dez  |   |       |
| Mittl. Tagesmax. (°C) | 2,8  | 4,3  | 11,8 | 18,3 | 23,3 | 27,6 | 31,2 | 30,5 | 25,7 | 17,9 | 10,2 | 4,4  | ⌀ | 17,4  |
| Mittl. Tagesmin. (°C) | −3,8 | −2,6 | 4,0  | 9,0  | 13,0 | 16,7 | 18,9 | 17,8 | 13,7 | 8,5  | 2,6  | −2,4 | ⌀ | 8     |
|                       |      |      |      |      |      |      |      |      |      |      |      |      |   |       |
| Niederschlag (mm)     | 18   | 36   | 40   | 54   | 52   | 31   | 11   | 12   | 6    | 24   | 30   | 28   | Σ | 342   |
|                       |      |      |      |      |      |      |      |      |      |      |      |      |   |       |
| Sonnenstunden (h/d)   | 7,1  | 7,1  | 8,0  | 8,6  | 10,8 | 11,7 | 11,5 | 9,9  | 9,8  | 8,9  | 6,5  | 5,9  | ⌀ | 8,8   |
|                       |      |      |      |      |      |      |      |      |      |      |      |      |   |       |
| Regentage (d)         | 6,3  | 7,9  | 11,5 | 14,6 | 13,3 | 10,9 | 7    | 5,3  | 5    | 6,6  | 7,5  | 5,7  | Σ | 101,6 |
|                       |      |      |      |      |      |      |      |      |      |      |      |      |   |       |
| Luftfeuchtigkeit (%)  | 67   | 69   | 58   | 53   | 48   | 40   | 32   | 32   | 34   | 44   | 53   | 61   | ⌀ | 49,1  |

| −3,8 |

| −2,6 |

| 4,0 |

| 9,0 |

| 13,0 |

| 16,7 |

| 18,9 |

| 17,8 |

| 13,7 |

| 8,5 |

| 2,6 |

| −2,4 |

| −3,8 |

| −2,6 |

| 4,0 |

| 9,0 |

| 13,0 |

| 16,7 |

| 18,9 |

| 17,8 |

| 13,7 |

| 8,5 |

| 2,6 |

| −2,4 |

### Suleiman-Berg

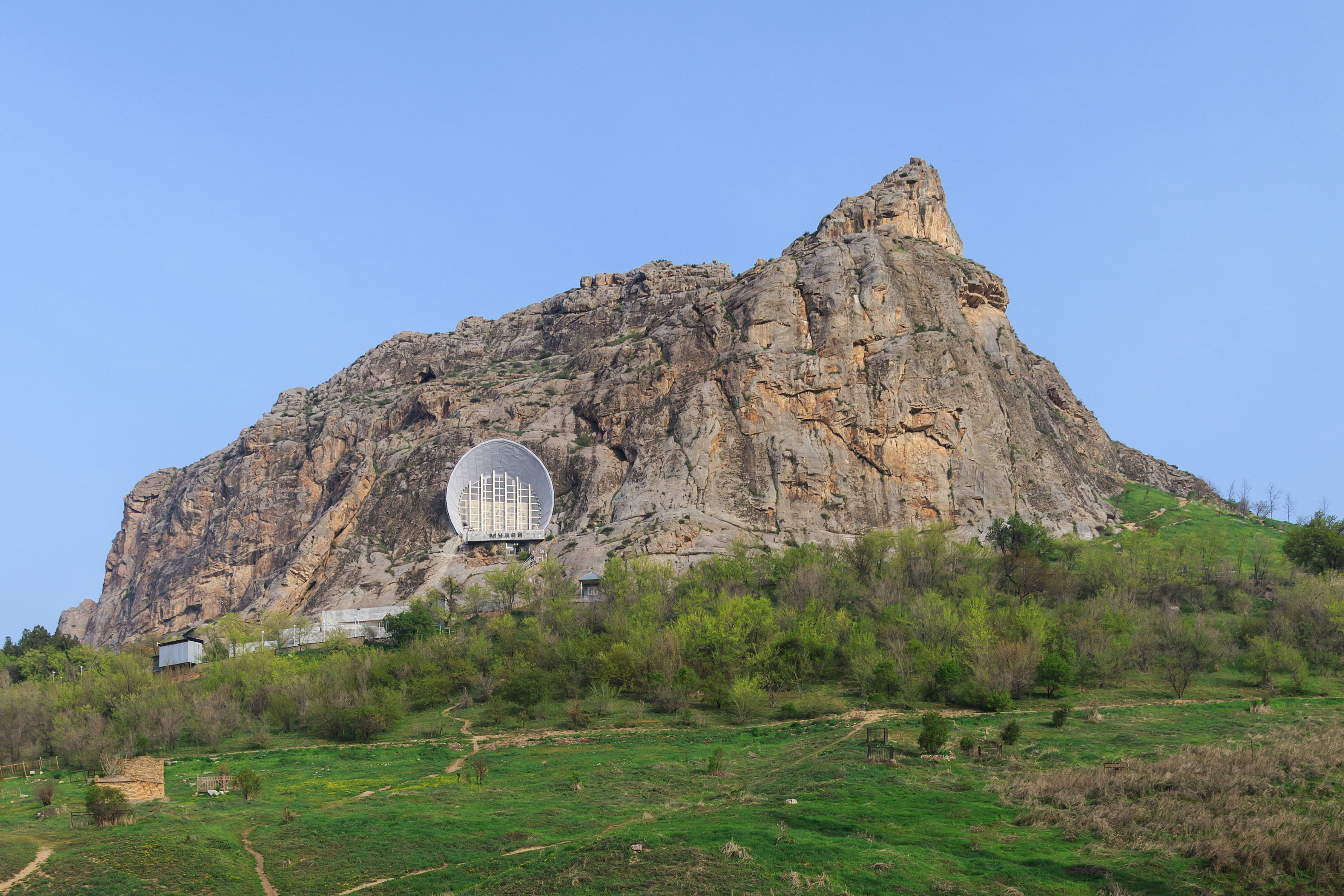
Der Suleiman-Berg mit dem Eingang zum Museumskomplex

Babur, der Nachkomme Timurs und Begründer der indischen Moguldynastie, kam im nahegelegenen Andijon im heute usbekischen Teil des Ferghanatals zur Welt und brach von dort zur Eroberung Indiens auf. Er soll lange auf einem steilen Felsen, dem Suleiman-Berg, in Osch gesessen und sein Schicksal überdacht haben, ehe er zu dem Schluss kam, dass das Ferghanatal für seinen Ehrgeiz und seine Träume zu beengend war. Der Suleiman-Berg ist ein wichtiger Ort für muslimische Pilger und Beerdigungen und ein beliebtes Ausflugsziel. Er wurde am 29. Juni 2009 als erster kirgisischer Ort in die Liste des UNESCO-Welterbes aufgenommen.
Manche Forscher sehen im Suleiman-Berg den „Steinernen Turm“, den der Historiker der Antike Claudius Ptolemäus in seiner Geographia als die Mitte der Seidenstraße bezeichnete, die damals die Handelsroute über Land zwischen Asien und Europa war.
In den Suleiman-Berg wurde der „Nationale Historische und Archäologische Museums-Komplex Suleiman“ gebaut, in dem eine Sammlung historischer, geologischer und archäologischer Fundstücke sowie Informationen zur lokalen Flora und Fauna zu finden sind.

## Geschichte
Die Handelsstadt Osch hat eine rund 3000 Jahre alte Geschichte und spielte eine wichtige Rolle entlang der Seidenstraße. Sie ist die historisch bedeutendste Stadt des Landes.
Die Gründung der Stadt wird Alexander dem Großen oder dem biblischen König Salomo nachgesagt. Aufgrund ihrer günstigen Lage an Handelswegen wurde Osch zu einem wichtigen Ort der Seidenstraße. Die älteste urkundliche Erwähnung ist in arabischen Dokumenten aus dem 9. Jahrhundert zu finden. Im 13. Jahrhundert wurden große Teile der Stadt von Dschingis Khans Streitmacht zerstört, deshalb gibt es in der Stadt kaum Architekturdenkmäler. Doch die Stadt erholte sich schnell und wurde im 16. Jahrhundert das religiöse Zentrum des Ferganatals. Osch beansprucht für sich, Geburtsstadt des Herrschers der Timuriden Babur zu sein, der später das Mogulreich begründete. Im 16. und 17. Jahrhundert verlor Osch mit dem Niedergang der Seidenstraße an Bedeutung und wurde Teil des Khanats von Kokand.
Osch wurde 1876 vom Russischen Reich im Zuge der Zerschlagung und Annexion der zentralasiatischen Khanate erobert und gehörte seitdem zum Zarenreich bzw. zur Sowjetunion. Seit dem Ende der Sowjetunion 1991 gehört die Stadt zu Kirgisistan.
Der große Markt der Stadt war schon in alter Zeit einer der größten Märkte entlang der Seidenstraße; sein heutiger Name, „Großer Seidenstraßen Basar“, erinnert an seine historische Bedeutung.
Seit 1939 ist Osch Verwaltungssitz des gleichnamigen Oblus (Oblast) und seit 2000 sogenannte „zweite Hauptstadt“ Kirgisistans. Die Industrialisierung im großen Maßstab begann in Osch in den 1960er-Jahren. Zuvor gab es in Osch einige Spinnereien.
Zu Beginn der Sowjetunion wurde das Ferghanatal zwischen den Ländern aufgeteilt. Die Führung bemühte sich bei der Grenzziehung eines „wissenschaftlicheren“ Ansatzes, so wurden beispielsweise ethnographische Angaben miteinbezogen. Dennoch ist die Grenze zwischen Kirgisistan und Usbekistan immer noch umstritten und Ursache für ethnische Konflikte. Diese zeigten sich erstmals in den 1980er-Jahren, als Usbeken die Schaffung einer neuen Sowjetrepublik Ferghanatal forderten, während zahlreiche Kirgisen sich gegenüber den Usbeken benachteiligt sahen. Diese Spannungen entluden sich erstmals gewaltsam 1990 während der Auflösung der Sowjetunion mit blutigen Auseinandersetzungen zwischen Kirgisen und Usbeken in Osch und in der benachbarten Stadt Ösgön. Ihren Höhepunkt erreichten die Konflikte zwischen Usbeken und Kirgisen im Juni 2010 mit den Zusammenstößen, bei denen mindestens 117 Personen getötet und mehr als 1400 verletzt wurden. Zwischen 32.000 und 80.000 Menschen flohen ins benachbarte Usbekistan.

## Verwaltung und Bevölkerung
Osch gehört, wie die Hauptstadt Bischkek, zu keinem Gebiet, sondern ist administrativ eigenständig. Jedoch ist Osch seit 1939 Verwaltungssitz des Oblus Osch. Die Stadt Osch verwaltet neben Osch 11 Dörfer: Almalyk, Arek, Gulbaar-Tolojkon, Dschapalak, Kengesch, Gulbar, Orke, Pjatiletka, Teeke und Teile von Osgur und Tölöjkön. Die Stadt Osch selbst hatte 2024 366.738 Einwohner, die Dörfer hatten zusammen 34.667 Einwohner.
| Dorf                 | Einwohner (2024) |
| -------------------- | ---------------- |
| Kerme-Too            | 2.001            |
| Arek                 | 2.386            |
| Dschapalak           | 4.465            |
| Kengesch             | 4.779            |
| Osgur (Teilweise)    | 4.463            |
| Orke                 | 5.802            |
| Pjatiletka           | 2.520            |
| Telejken (Teilweise) | 3.538            |
| Teeke                | 2.276            |
| Gulbaar-Tolojkon     | 1.548            |
| Almalyk              | 889              |

## Wirtschaft
In Osch befindet sich einer der ältesten und größten Märkte (Basare) Zentralasiens, der Dschaima-Basar. Er erstreckt sich über mehrere Kilometer. Viele der in der Sowjetzeit angesiedelten Industrien sind heute weitgehend stillgelegt oder arbeiten nur noch auf erheblich reduzierter Basis, und die Wiederbelebung der örtlichen Wirtschaft geht nur schleppend voran. Dennoch ist Osch das Zentrum kirgisischer Bauindustrie und eines der wichtigsten Handelszentren Kirgisistans. Insgesamt gibt es in Osch 971 kleine und 42 mittlere Unternehmen. Das Bruttoregionalprodukt beläuft sich auf 30,4 Milliarden Som.
Osch gilt nach Einschätzung des Büros der Vereinten Nationen für Drogen- und Verbrechensbekämpfung UNODC von April 2008 als einer der Hauptumschlagsplätze für Drogen in Asien. Als Grund hierfür wird seine Lage an der Handelsroute zwischen Tadschikistan und Kasachstan genannt.

## Verkehr

### Flughafen
Der internationale Flughafen Osch befindet sich wenige Kilometer vom Stadtzentrum entfernt. Internationale Verbindungen werden von Turkish Airlines nach Istanbul sowie von S7 nach Moskau und Nowosibirsk durchgeführt. Eine tägliche Flugverbindung besteht in die Hauptstadt Bischkek.

### Straßenverkehr
Die wichtigsten Verkehrsträger sind die Straßenverbindungen über Dschalal-Abad nach Bischkek durch das Tianshangebirge, nach Andijon in Usbekistan, nach Irkeshtam an der Grenze zu China sowie nach Chorugh und Duschanbe in Tadschikistan über den Pamir Highway. Eine weitere innerkirgisische Nord-Süd-Verbindung über Dschalal-Abad, Kasarman und Ming-Kusch nach Balyktschy am Yssyk-Köl-See ist derzeit im Bau, um die Verbindung nach Bischkek zu entlasten.

#### Busverkehr
Der Oberleitungsbus Osch ist das wichtigste öffentliche Nahverkehrssystem.
Vom alten Busbahnhof fahren Busse nach Ösgön und Dschalal-Abad sowie in alle Orte im Süden. Alle anderen Verbindungen werden vom neuen Busbahnhof etwa 6 Kilometer nördlich des Stadtzentrums bedient.

### Eisenbahn

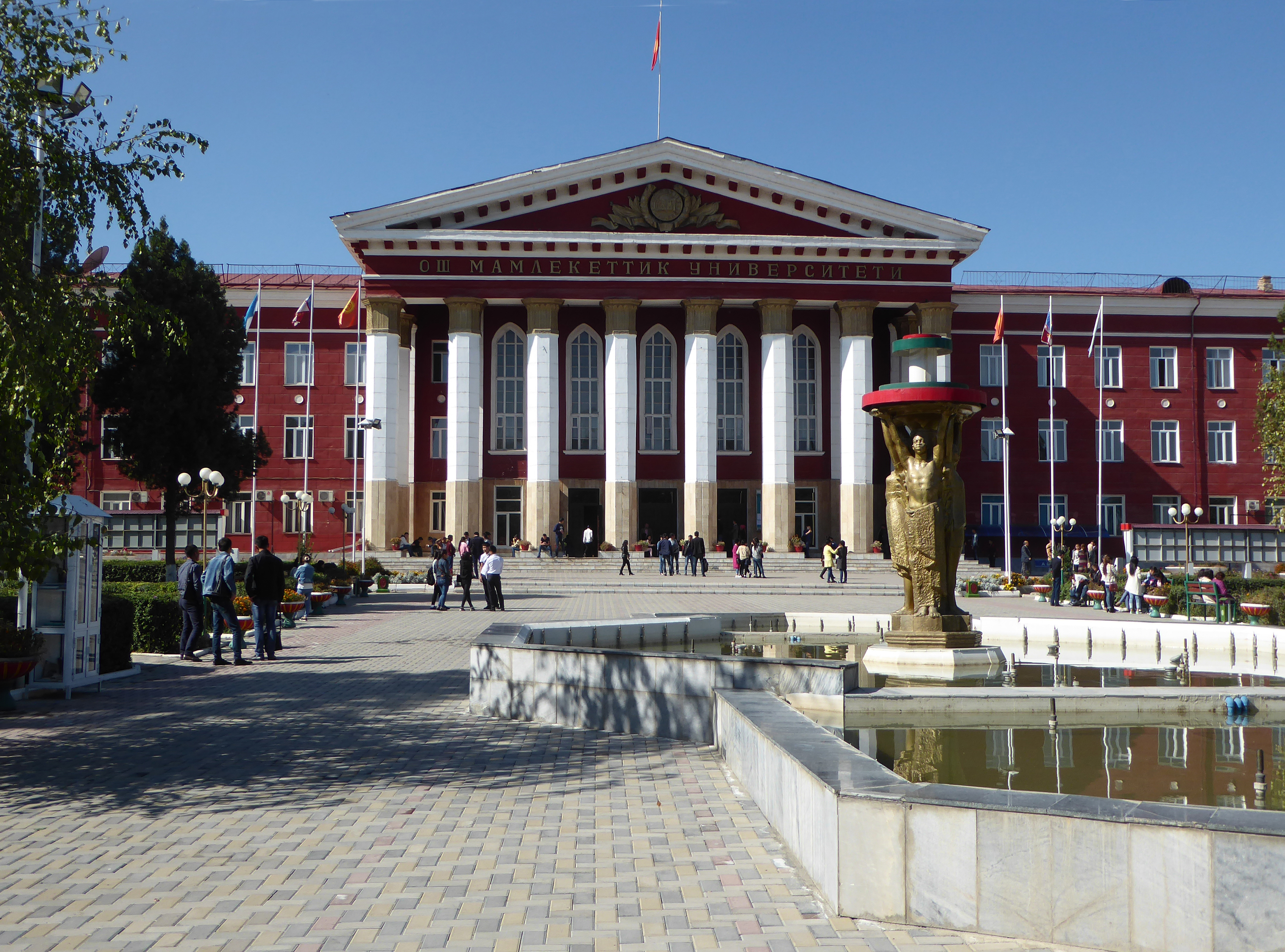
Das Hauptgebäude der Universität Osch

Eine Eisenbahnverbindung besteht ins benachbarte Andijon nach Usbekistan, wird jedoch hauptsächlich für den Frachtverkehr genutzt. Osch hat zwei Bahnhöfe, Osch-1 und Osch-2.

## Religion

### Islam
Der Islam ist die größte und wichtigste Religion. Er hat im Süden Kirgistans traditionell eine größere Bedeutung als im Norden und wird hier auch strenger praktiziert, während im Norden eher eine lockere Interpretation des Islam vorherrscht.
Die nach der neuen Bischkeker Zentralmoschee zweitgrößte Moschee des Landes, die Rabat-Abdul-Khan-Moschee, stammt aus dem 16. Jahrhundert und ist gleich neben dem Basar zu finden.

### Christentum

#### Evangelisch-lutherische Kirche
In Osch bestand bereits zur Sowjetzeit eine Hausgemeinde. Nach der Unabhängigkeit wurde sie als Gemeinde in der Evangelisch-Lutherischen Kirche in der Kirgisischen Republik weitergeführt und 1996 offiziell registriert. Es gibt ein Bethaus mit Predigerwohnung.

#### Russisch-Orthodoxe Kirche

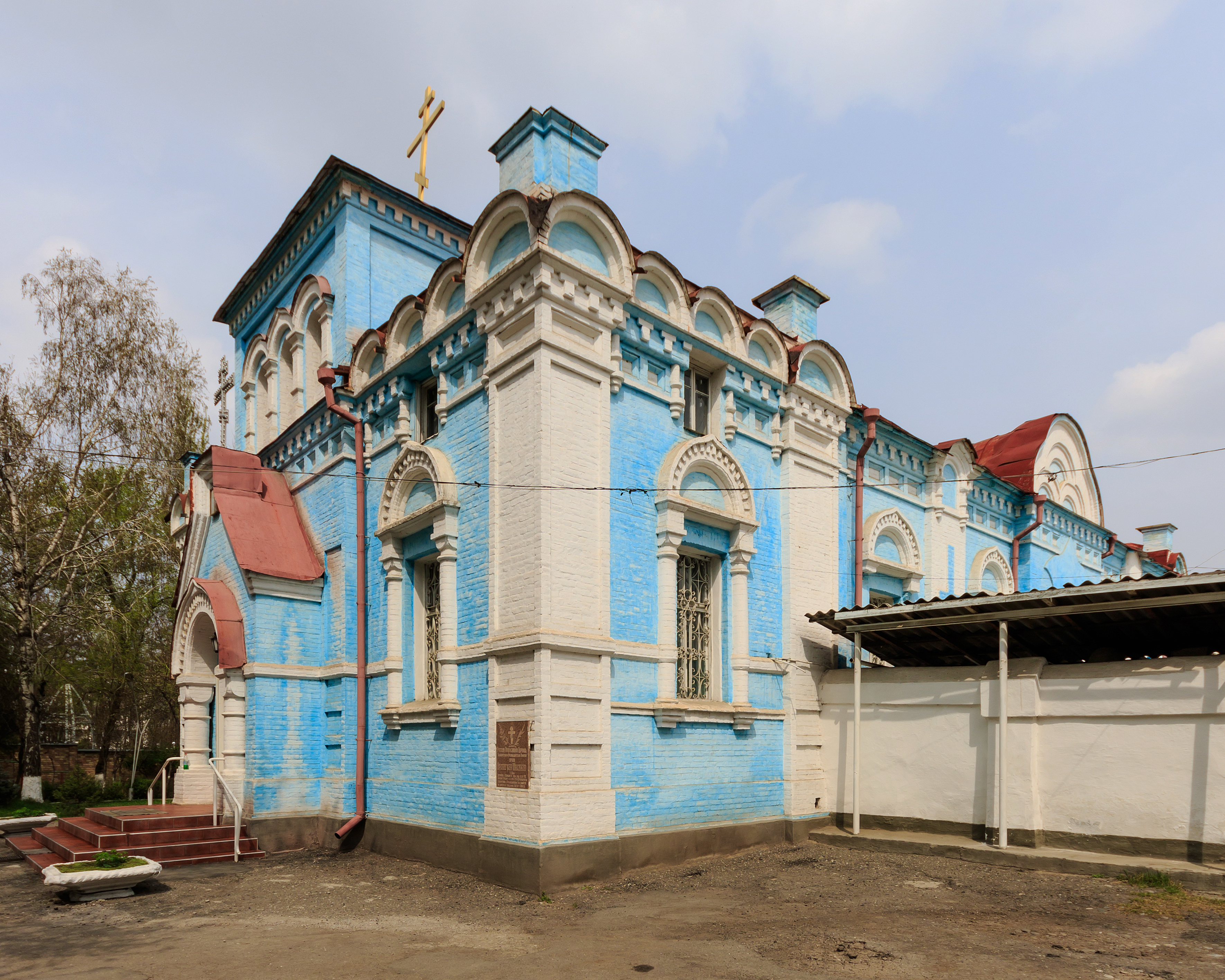
Die russisch-orthodoxe St.-Michael-Kirche

Eine russisch-orthodoxe Kirche wurde nach dem Zerfall der Sowjetunion wieder eröffnet.

## Kultur
Das Oscher Akademische Theater ist das älteste professionelle Theater des Landes und das zweitälteste Zentralasiens. Es beschäftigt etwa 160 Schauspieler. Das städtische Museum für Geschichte und Kultur liegt am Fuß des Suleiman-Bergs an einer kleinen Moschee und besitzt auch eine Zweigstelle im Suleiman-Berg.
Ein TV-Vollprogramm liefern der in Osch ansässige staatliche Fernsehsender ElTR und der ebenfalls hier ansässige Sender OshTV.

## Sehenswürdigkeiten
In der Stadt gibt es einige Denkmäler: u. a. erinnert eines an die „Königin“ Süd-Kirgisistans, die Fürstin Kurmandschan Datka, und eines an Lenin.

## Sport
In der Stadt sind die Fußballvereine Alai Osch, FK Kaganat und, seit 2022, auch der OshMU Aldier Football Club beheimatet. Alai Osch und der OshMU Aldier FC spielen aktuell in der kirgisischen Top Liga. Heimstadion vom FK Kaganat und Alai Osch ist das multifunktionelle Sujumbajew-Stadion.

## Söhne und Töchter der Stadt
- Vyacheslav Oxunov (* 1948), usbekischer Künstler
- Dschantörö Satybaldijew (* 1956), kirgisischer Politiker
- Murat Sjasikow (* 1957), von 2002 bis 2008 Präsident von Inguschetien
- Waleri Schanschin (* 1961), russischer Schachkomponist
- Madina Biktagirowa (* 1964), russische Langstreckenläuferin
- Alexander Juldaschew (* 1967), russischer Admiral
- Igor Sadykov (* 1967), sowjetischer Gewichtheber, der ab 1993 für Deutschland startete
- Bachadyr Kotschkarow (* 1970), Fußballschiedsrichterassistent
- Jamala (* 1983), ukrainische Sängerin
- Aida Kassymalijewa (* 1984), kirgisische Journalistin und Politikerin
- Munarbek Sejitbek Uulu (* 1996), Boxer
- Akdschol Machmudow (* 1999), Ringer